# Das Nest

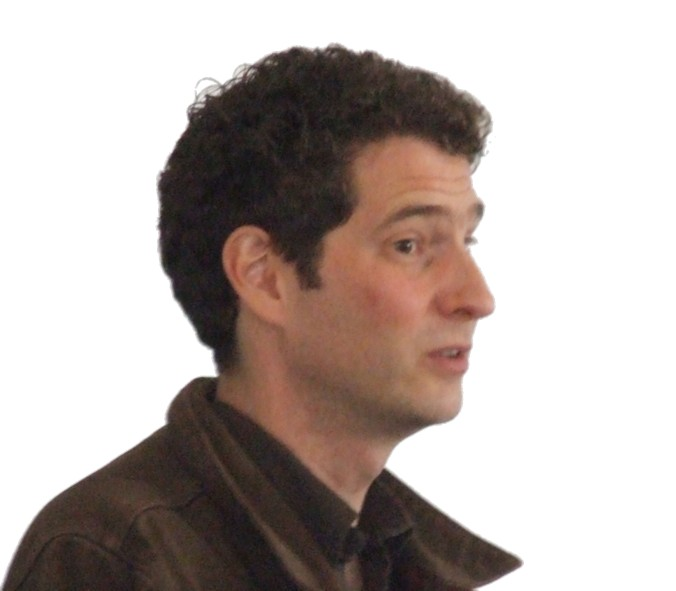
Autor von Das Nest: Kenneth Oppel

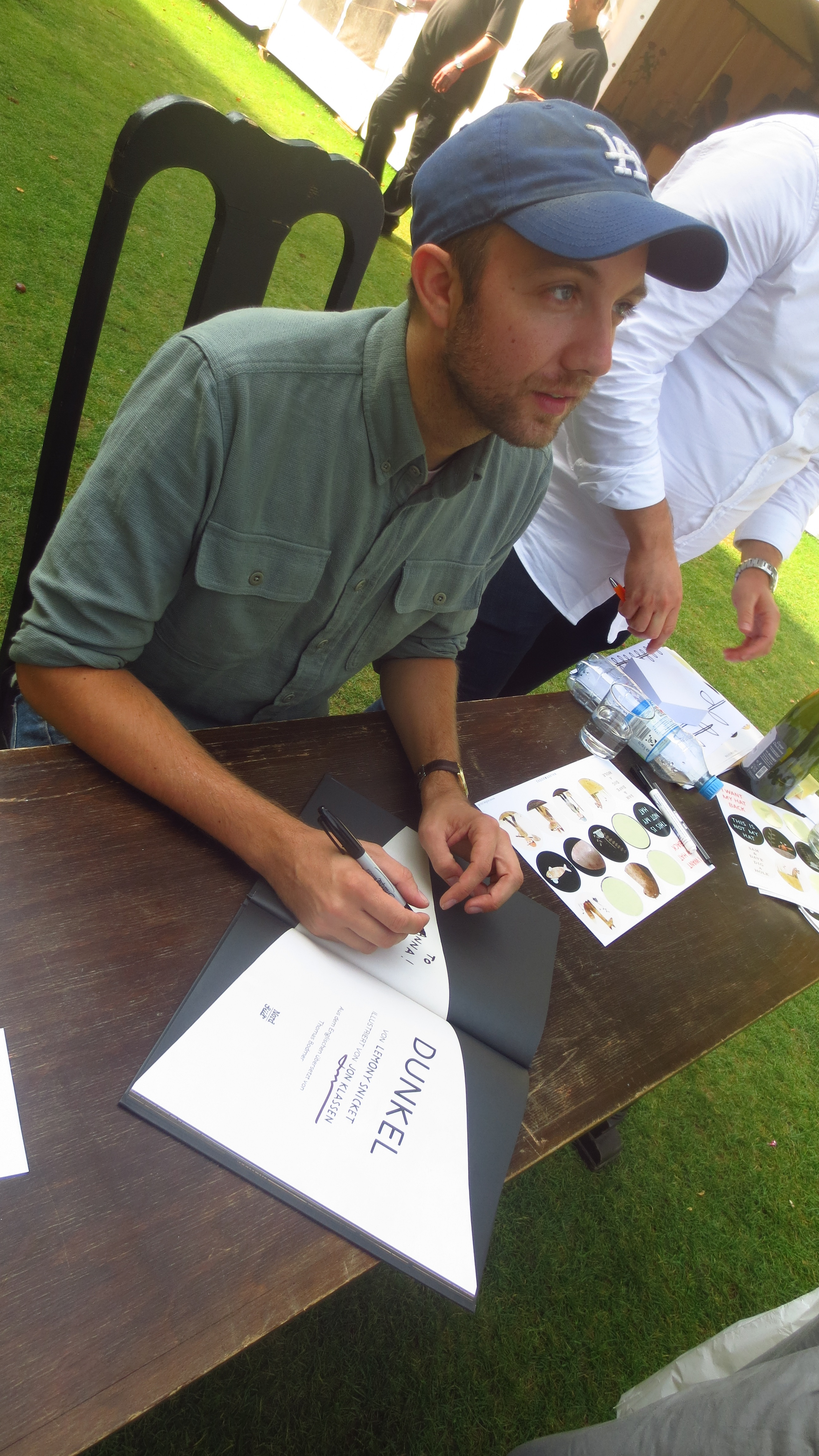
Illustrator von Das Nest: Jon Klassen (2014 beim Internationalen Literaturfestival Berlin)

Das Nest (Originaltitel: The Nest) ist ein Kinderroman des kanadischen Schriftstellers Kenneth Oppel, illustriert von dem kanadischen Künstler Jon Klassen. Das Buch erzählt eine zwischen Realität, Fantasie und Traum angesiedelte Geschichte, in deren Zentrum der ängstliche Junge Steve steht. Diesem machen seine Albträume zu schaffen, in denen eine bösartige Wespenkönigin ihm anbietet, seinen kranken, gerade auf die Welt gekommenen Bruder Theodor durch einen gesunden Bruder zu ersetzen.
Das Nest erschien am 29. September 2015 beim amerikanischen Verlag Simon & Schuster in amerikanischem Englisch und hat einen Umfang von 256 Seiten. Die deutsche Übersetzung von Jessika Komina und Sandra Knuffinke erschien am 25. Januar 2016 beim Dressler Verlag und umfasst 217 Seiten. Weitere Übersetzungen des Buches erschienen unter anderem in Spanien, England und Dänemark. Das Nest lässt sich verschiedenen literarischen Genres zuordnen. Neben Eigenschaften eines Kinderbuchs weist es auch Eigenschaften eines Thrillers sowie eines Fantasyromans auf. Das Nest verhandelt unter anderem Themen wie Anderssein, Normalität, Einsamkeit, Familienzusammenhalt und kindliche Ängste.
Das Nest wurde in der Kategorie Editors´ Choice in der New York Times Book Review vorgestellt und unter anderem mit dem Book of the Year for Children Award der Canadian Library Association (2016) ausgezeichnet. In Deutschland zeichnete es Deutschlandfunk im April 2016 als eins der sieben besten Büchern für junge Leser aus. Im Feuilleton wurde Das Nest unter anderem als »dark and disturbing« und »unnerving psychological thriller« (Publishers Weekly, 20. Juli 2015), »compelling and accessible« (Kirkus Review, 6. Oktober 2015), »scary and subtle« (New York Times, Aimee Bender, 9. Oktober 2015), »great book« (The Guardian, Marcus Sedgwick, 30. April 2016) und »psychologisches Meisterwerk« (Süddeutsche Zeitung, Maren Bonacker, 27. Mai 2016) bezeichnet.

## Inhalt

### Zusammenfassung
Steves Eltern kommen mit ihrem gerade auf die Welt gekommenen Baby Theo nach Hause. Es hat eine seltene Krankheit und wird nie vollständig gesund werden. Sie verbringen viel Zeit mit dem Neugeborenen im Krankenhaus und sind oft traurig. In einem Traum erscheinen Steve leuchtenden Wesen, die ihm erzählen, dass sie das Baby gesund werden lassen können. Eines der Wesen wird sein Freund. Im Verlauf der Handlung stellt sich heraus, dass es sich bei den Wesen nicht um Engel, sondern um Wespen handelt, die ein Nest am Haus von Steve bauen. In dem Nest züchten sie angeblich ein neues, gesundes Baby. Steve findet heraus, dass das Wesen, mit dem er sich im Traum unterhält, die Wespenkönigin ist und dass sie Theo durch das im Wespennest gezüchtete Baby ersetzen möchten. Steve ist der Plan nun nicht mehr geheuer und er möchte nicht mehr Teil davon sein. Trotzdem versucht die Wespenkönigin, ihn weiterhin zu manipulieren. Steve ist sich nicht mehr sicher, ob es die Wespen nur im Traum gibt. Er findet immer mehr Beweise dafür, dass seine Träume Wirklichkeit sind. Als das gezüchtete Baby fertiggestellt ist, fordert die Wespenkönigin Steve auf, dafür seinen Babybruder herzugeben. Steve weigert sich, das zu tun, worauf die Wespen sein Haus angreifen und ihn stechen, sodass er beinahe stirbt. Mit Hilfe von Herrn Niemand, einer Gestalt, die bereits früher mit den Wespen zu tun hatte, tötet Steve die Wespenkönigin und rettet Theo.

### Kapitel 1
In der zehnten Nacht nach der Geburt des Babys träumt Steve erstmals von den Wesen. Er hört sonderbare Musik, sieht alles in einem hellen Licht und hält die Wesen zunächst für Engel. Er hat das Gefühl, dass sie ihn kennen und beobachten. Eines der Wesen kommt näher und strahlt regelrecht Helligkeit aus. Es sagt Steve, dass sie wegen des Babys gekommen sind.

### Kapitel 2
Steve hört abends manchmal, wie seine Eltern sich über Ärzte und Prognosen zu seinem Babybruder unterhalten. Sein Vater erklärt ihm, dass das Baby nicht gesund ist. Seine Eltern sind viel mit dem Baby beschäftigt und Steve muss oft an seinen Traum denken.
An einem Tag isst die Familie draußen und Nicole telefoniert mit ihrem Spielzeugtelefon mit der imaginären Figur Herrn Niemand. Steve wird von einer Wespe in die Hand gestochen und hat eine allergische Reaktion. Er fährt mit seinen Eltern ins Krankenhaus und hat ein schlechtes Gewissen, weil seine Eltern sich um ihn kümmern müssen.
In der Nacht nach dem Wespenstich hat Steve einen Albtraum, den er öfters träumt, doch dieses Mal erscheinen ihm die leuchtenden Wesen erneut und vertreiben die Albtraumgestalt. Steve steht im Traum in einer hellen Höhle und das Wesen sagt ihm, dass sie den Fehler, den das Baby hat, beheben können.

### Kapitel 3
Steve erzählt seiner Mutter von dem Traum. Später entdeckt die Babysitterin Vanessa am Haus von Steves Familie ein Wespennest und vermutet, dass es keine normalen Wespen sind. Sie hören die Glocke vom Messermann und winken ihm zu. Abends erzählt Steve seinen Eltern von dem Wespennest, und sein Vater verspricht, sich darum zu kümmern.

### Kapitel 4
Steve findet sich in seinem Traum erneut in der hellen Höhle wieder und redet mit der Gestalt, die er immer noch nicht genau erkennen kann. Die Gestalt erkundigt sich nach Steve und seiner Familie, und Steve fühlt sich sehr wohl mit ihr. Die Gestalt sagt, dass sie das Baby nicht reparieren werden, sondern ganz von vorn anfangen, gibt aber keine weiteren Informationen. Steve wacht auf und fühlt sich sehr glücklich.
Als Steve allein zu Hause ist, hört er den Messermann mit seinem Auto. Er hält an und klopft an die Haustür, aber Steve hat Angst und macht nicht auf. Der Messermann sieht Steve durch das Fenster und zeigt ihm ein Messer, das er auf der Veranda liegen lässt, bevor er wegfährt. Steves Vater nimmt das Messer in Gewahrsam, vermutet aber, dass der Messermann ungefährlich ist.
Steve träumt wieder und kann das Wesen dieses Mal ein bisschen genauer erkennen. Die Gestalt erzählt Steve, dass sie an dem Baby arbeiten, bis Steve klar wird, dass es sich dabei nicht um seinen Bruder handelt, sondern um ein anderes Baby. Das Wesen sagt ihm, dass sie vorhaben, das Baby durch ein neues zu ersetzen, das sie in ihrem Nest direkt am Haus züchten.

### Kapitel 5
Steve macht sein Traum sehr viel Angst. Vanessa fängt draußen im Garten eine der Wespen und nimmt sie mit, um sie zu untersuchen.
Steve träumt wieder von den Wesen und fühlt sich sehr unwohl. Er erkennt, dass sie keine Engel, sondern Wespen sind und dass die Rednerin die Wespenkönigin ist. Steve sagt der Königin, dass er nicht will, dass sie seinem Babybruder etwas tun und dass er das Baby, das die Wespen züchten, nicht sehen will. Die Königin wird daraufhin wütend und schüchtert Steve ein. Sie bemängelt außerdem, dass Vanessa die gefangene Wespe getötet hat, wovon Steve noch nichts wusste.
Am nächsten Tag fragt Steve Vanessa nach der Wespe und die Aussage der Königin bewahrheitet sich. Steve wird klar, dass es keine normalen Träume sind.

### Kapitel 6
Steve ist allein zu Hause und entscheidet sich wütend das Wespennest zu entfernen, da seine Eltern sich nicht darum kümmerten. Er klettert auf eine Leiter und schlägt mit einem Besen gegen das Nest. Die Wespen strömen aus dem Nest und setzen sich auf Steve, stechen aber nicht zu. Langsam steigt Steve die Leiter herab, und je weiter er sich vom Nest entfernt, desto mehr Wespen lassen wieder von ihm ab. Jemand hat Steve auf der Leiter gesehen und seine Eltern angerufen. Sie sind wütend auf ihn und so erzählt Steve ihnen von seinen Träumen. Seine Mutter fängt daraufhin an zu weinen und sein Vater schlägt vor, dass Steve noch einmal mit seinem Therapeuten redet.

### Kapitel 7
Steve ist bei seinem Therapeuten Dr. Brown. Sie reden über Steves Ängste und Verhaltensweisen und darüber, wie Steve versucht, damit umzugehen. Dr. Brown fragt Steve nach seinen Albträumen und den Wespen und erklärt ihm, dass, was im Traum passiert, auch im Traum bleibt. Steve erwähnt, dass etwas, was die Wespenkönigin gesagt hat, wahr geworden ist und dass es keine normalen Wespen sind, doch Dr. Brown findet für alles eine logische Erklärung.
Wieder zu Hause unterhält sich Steve mit Vanessa über das Baby, und Vanessa erzählt ihm von ihrer Nierenkrankheit, um Steve zu zeigen, dass an viele Menschen etwas kaputt ist.
Steves Eltern müssen das Baby ins Krankenhaus bringen, weil es ein Virus hat. Sie haben viel Angst, weil sie nicht wissen, ob das Baby dadurch noch stark genug für seine Herzoperation sein wird.
In der folgenden Nacht ist Steve in seinem Traum wieder im Wespennest, wo sich das neue Baby gerade verpuppt. Die Königin sagt voraus, dass Theo nie stark genug für die Operation sein wird und sterben muss. Sie erwähnt vor Steve, dass er ihnen bei einer Sache noch helfen muss, geht aber nicht weiter darauf ein. Sie redet Steve ein, wie traurig seine Eltern sein werden, wenn das Baby stirbt, weil er den Wespen nicht bei ihrem Plan geholfen hat. Steve sagt sich, dass wirklich alles nur ein Traum ist, und willigt ein, auch wenn er nicht genau weiß, wozu er „Ja“ gesagt hat. Er wacht auf und weint, weil er das Gefühl hat, etwas Schreckliches getan zu haben.

### Kapitel 8
Steves Eltern bringen das Baby nach Hause, doch sie wissen nicht, ob es stark genug für die Operation sein wird. Steve sieht damit die Aussage der Wespenkönigin bestätigt. Beim Essen hören sie Babygeschrei durch das Babyfon, doch als sie bei Theo ankommen, schläft er ganz ruhig. Steves Eltern vermuten, dass sie das Geschrei über einen anderen Kanal empfangen haben, aber Steve denkt, dass sie das Baby aus dem Wespennest gehört haben.
In dem Wespennest wird es immer dunkler, weil das Baby immer weiter wächst. Die Königin taucht auf und bestätigt Steves Vermutung über das Babygeschrei. Das Baby in dem Nest ist jetzt nicht mehr in seinem Kokon, und Steve merkt, wie schön es ist. Die Königin erklärt Steve endlich, was er zu tun hat. Er soll nur das Fenster öffnen und das Fliegengitter entfernen, sobald das Baby fertig ist, damit die Wespen es gegen Theo austauschen können. Steve versucht sich selbst davon zu überzeugen, dass alles gar nicht echt und nur ein Traum ist. Also beißt die Königin ihm in die Hand und als Steve aufwacht, hat er Bissspuren auf dem Handrücken.

### Kapitel 9
Steve schlägt seinem Vater vor, das Wespennest doch nicht entfernen zu lassen, doch sein Vater ist nicht mehr umzustimmen. Als Steve heimlich im Schreibtisch seiner Eltern nach der Nummer des Kammerjägers sucht, findet es das Messer wieder. Nicole ruft Steve aus dem anderen Zimmer und sagt, dass Herr Niemand für ihn am Telefon ist. Um seiner Schwester einen Gefallen zu tun, nimmt Steve das Spielzeugtelefon, doch es spricht wirklich jemand daraus und sagt Steve, dass er das Messer brauchen wird. Als Steve fragt, erzählt Nicole, dass sie schon öfter mit Herrn Niemand, der Stimme am Telefon, geredet hat und dass er ihr sagt, dass die Wespen dem Baby etwas Schlimmes antun können, aber dass Steve auf Theo aufpassen wird.
Steves Mutter verkündet später, dass das Baby wieder stärker ist und dass die Operation für das Wochenende angesetzt ist.

### Kapitel 10
Steve ist wieder im Nest und erzählt der Wespenkönigin von dem Anruf. Die Königin behauptet, dass die Stimme die Gestalt aus Steves Albträumen und sein Feind sei. Steve sagt der Königin, dass er seine Meinung geändert hat und Theo als seinen Bruder behalten will. Er stellt der Königin Fragen über ihren Plan, bis sie erzählt, dass sie das Baby austauschen und das alte Baby, Theo, mit zurück ins Nest nehmen wollen, um sich davon zu ernähren. Steve betont noch einmal, dass er das alles nicht mehr will, doch die Königin will nichts davon hören.

### Kapitel 11
Am Freitag ist Steve allein zu Hause und weiß, dass die Wespen bald kommen wollen, um das Baby auszutauschen. Er stellt eine Liste mit Dingen auf, die er braucht, um die Wespen zu bekämpfen, als die Wespenkönigin ihn über das Babyfon dazu auffordert, das Fenster von Theos Zimmer zu öffnen. Er läuft hoch in das Zimmer und sieht, dass vor dem Fenster ein riesiger Schwarm Wespen ist. Als Steve das Fenster nicht öffnen will, setzen sie sich auf den Fensterrahmen und beginnen sich langsam durchzunagen. Steve rennt durch das Haus, um sicherzugehen, dass alle Fenster geschlossen sind. Dann zieht er sich mehrere Schichten Kleidung an und packt einen Rucksack mit Insektenspray, Klebeband und einer Fliegenklatsche. Er ruft bei der Feuerwehr an und erzählt panisch von den Wespen, doch die Frau am Telefon glaubt ihm nicht. Steve rennt zurück ins Babyzimmer und sieht auf einmal eine Wespe an der Wand. Er tötet sie und merkt, dass die Wespen durch die Klimaanlage ins Haus gelangen. Steve schnallt sich Theo mit dem Babytragegurt an den Körper und klebt die Klimaanlage zu. Er geht durch das Haus und bemerkt weitere Wespen, die aus dem begehbaren Kleiderschrank kommen. In dem Kleiderschrank befindet sich eine Luke, die zu dem Zwischenboden des Hauses führt. Steve öffnet die Luke und stellt fest, dass sich dort ein weiteres, riesiges Wespennest befindet. Steve versteckt sich im Gästezimmer vor den Wespen, als er im anderen Zimmer Nicoles Spielzeugtelefon klingeln hört. Steve nimmt ab und Herr Niemand weist ihn durch das Telefon an, das Messer zu benutzen. Steve schafft es mit dem Messer und dem Insektenspray, viele Wespen zu töten, doch dann schafft der Schwarm es, sich durch den Fensterrahmen zu fressen und ins Haus zu gelangen.
Steve schließt sich mit Theo im Badezimmer ein und beginnt alle Schlitze mit Klebeband zu versiegeln, doch er hat nicht mehr viel davon übrig, und die Wespen schaffen es schnell, sich durch das Band hindurchzufressen.
Immer mehr Wespen dringen in das Badezimmer ein und setzten sich auf Steve, der versucht Theo zu schützen. Sie stechen Steve an jeder freien Körperstelle, bis er bewusstlos wird.

### Kapitel 12
Als Steve aufwacht, befindet er sich in einem engen Raum allein im Wespennest. Die einzige Öffnung wird komplett durch die Wespenkönigin ausgefüllt. Steve droht der Königin damit, das Nest zu zerstören. Da sagt ihm die Königin, dass er fast tot ist und Steve merkt, dass sein Herzschlag nur noch ganz schwach ist. Die Königin schließt Steve in der Zelle ein und er bemerkt, dass außer ihm noch die Larve der neuen Wespenkönigin dort eingeschlossen ist. Die Larve versucht ihn zu fressen, als Herr Niemand ihm mit dem Messer zur Hilfe eilt. Er erklärt Steve, dass er noch nicht tot ist, aber dass er, um Theo und sich selber zu retten, die Wespenkönigin töten muss. Sie finden die Königin und Steve schlägt mit dem Messer nach ihr, erwischt sie jedoch nicht. Da durchbohrt die Königin Steve mit ihrem Stachel, so dass der Stachel durch seine Brust und sein Herz geht. Steve sackt zusammen, doch indem er an Theo denkt, nimmt er seine letzte Kraft zusammen und rammt der Königin das Messer in den Rücken. Dann zieht er sich hoch bis zu ihrem Hals und beginnt ihr den Kopf abzusägen. Er schafft es die Königin zu töten. Daraufhin lassen die Arbeiterwespen von dem Baby ab.

### Kapitel 13
Steve wacht davon auf, dass ihn die Sanitäter wiederbeleben. Sie können ihm gerade noch sagen, dass er Theo das Leben gerettet hat, bevor er wieder einschläft. Seine Eltern erzählen ihm später, dass jemand anonym bei der Polizei angerufen hat, um ihnen Bescheid zu geben, dass die Wespen das Haus angreifen. Die Feuerwehr rückte an und verscheuchte die Wespen. Theo hatte nur zwei Stiche abbekommen, aber Steve wurde so oft gestochen, dass sein Hals zugeschwollen war und er fünfundzwanzig Sekunden lang tot war, bevor er wiederbelebt werden konnte.
Theo kann wie geplant operiert werden und übersteht die Operation gut.
Als Steve sich im Garten das leere Wespennest anguckt, das die Feuerwehr mit einem Wasserschlauch runtergespritzt hatte, findet er darin einen winzigen Fingernagel.

## Figuren

### Hauptfiguren

#### Steve
Steve ist ein unsicherer und ängstlicher Junge. Er fürchtet sich im Dunkeln und hat lebhafte Albträume. Er grübelt viel und fühlt sich oft müde und traurig. Lange Zeit nahm er an einer Therapie teil, bei der er unter anderem darüber sprach, dass er sich zwanghaft oft die Hände waschen muss, aus hygienischen Gründen in der Schule nur aus bestimmten Trinkbrunnen trinkt, immer Desinfektionsmittel dabei hat und Angst davor hat, sich in der Schule zu übergeben. Steve hat ab und zu Panikattacken und fühlt sich manchmal „wie in Scherben“ (S. 102).
Steve hat nur wenige Freunde und verbringt die Zeit in der Schule meistens alleine mit Büchern oder Rätseln. Bis zur fünften Klasse hatte er einen imaginären Freund, der Henry hieß, und den Steve nicht wirklich vermisst, weil er sich eher nach einem echten Menschen sehnt, mit dem er reden kann und der ihm hilft, mit gewissen Dingen in seinem Leben zurechtzukommen.
Steve mag es, Kontrolle über sein Leben zu haben und fühlt sich deswegen auch besser, wenn er die richtigen Wörter für etwas kennt. Bevor er abends ins Bett geht arbeitet er zwei Listen ab, die er aufgestellt hat. Auf der ersten Liste stehen all die Dinge, für die Steve dankbar ist und die ihm helfen soll sich mehr über die guten Dinge im Leben zu freuen, damit er nicht mehr so traurig ist. Auf der zweiten Liste stehen alle Menschen, von denen Steve sich wünscht, dass es ihnen gut geht. Das Durchgehen der Listen ist für Steve fast wie ein Gebet, obwohl er nicht richtig an Gott glaubt.
Steve ist ein sehr emphatischer Mensch und sorgt sich sehr um seine Eltern. Da seine Eltern wegen des Babys oft traurig sind, fühlt sich Steve auch oft schlecht. Als die Wespenkönigin ihm anbietet, das Baby auszutauschen erhofft er sich dadurch, dass seine Eltern wieder glücklicher sind.

#### Wespenkönigin
Die Wespenkönigin erscheint Steve in seinen Träumen. Anfangs sieht Steve sie noch undeutlich und denkt, sie sei ein Engel. Erst später nimmt sie eine konkrete Form an und wird als Wespenkönigin erkennbar. In der Realität hat die Wespenkönigin Steve im Garten gestochen. Deshalb kann sie im Traum, immer wenn sie Steve berührt, mit ihm kommunizieren. Durch den Stich weiß sie fast alles über ihn und nutzt die Informationen aus, um ihn zu verunsichern und zu manipulieren. Zu Beginn ist sie Steve gegenüber allerdings noch verständnisvoll und fürsorglich. Sie erkundigt sich bei ihm, wie es ihm und seiner Familie geht, erklärt ihm viel über das Baby. Durch ihre fürsorgliche und freundliche Art gibt sie ihm ein gutes Gefühl. Mit der Zeit ändert sich jedoch ihr Charakter. Sie wird wütend, als Steve nicht so handeln will, wie sie es sich wünscht. Sie handelt sehr berechnend, etwa, als sie Steve fragt: „Aber wer redet mit dir? Wer tröstet dich?“ (S. 119). Damit trifft sie genau seinen wunden Punkt.

### Nebenfiguren

#### Familie von Steve
Steves Vater
Steves Vater ist wegen des Babys oft in Gedanken versunken und zeitweise auch leicht reizbar. Er versucht so gut wie möglich, sich um Steves Mutter zu kümmern und sich auch regelmäßig bei Steve zu erkundigen, wie es ihm geht. Allerdings reagiert schnell genervt auf Steves Träume und Ängste.
Steves Mutter
Steves Mutter ist wegen des Babys oft traurig und weint häufig. Sie liest jeden Tag ihr Horoskop, glaubt jedoch nicht wirklich daran. Steve sagt sie einmal, dass sie auch nicht an Engel glaube. Früher ging sie oft mit der Familie in die Kirche, macht dies nun jedoch schon seit einigen Jahren nicht mehr. Einmal träumt sie davon, dass man ihr im Krankenhaus das falsche Baby gegeben hat und sie jetzt das richtige und gesunde Baby bekommt. Allerdings schämt sich sehr für diesen Traum.
Nicole
Nicole ist Steves jüngere Schwester. Sie ist ein unbekümmertes und fröhliches Mädchen, das sich wenig Sorgen macht. Sie betet jeden Abend. Nicole liebt es, wenn der Messermann vorbei kommt und freut sich jedes Mal darauf. An ihrem Spielzeugtelefon redet sie regelmäßig außerdem mit Herrn Niemand.
Theodor
Theodor ist das neue Baby in Steves Familie. Er hat eine seltene Krankheit, die erst seit wenigen Jahren einen Namen hat und über die kaum etwas bekannt ist. Theodor hat gesundheitliche Probleme mit dem Herzen, dem Gehirn und den Augen und muss am Herzen operiert werden.

#### Weitere
Vanessa
Vanessa ist die Babysitterin von Nicole und Steve und wohnt in der Nachbarschaft. Sie studiert Zoologie an der Universität und erklärt Steve und Nicole viel über die Wespen. Vanessa riecht immer nach muffigen Klamotten und fettigen Haaren und redet sehr langsam und ruhig, ähnlich einer Lehrerin. Als Steve sich um das Baby sorgt, erzählt sie ihm, dass sie selbst eine Nierenkrankheit hat und früher oder später eine Spenderniere braucht. So macht sie Steve klar, dass an jedem Menschen irgendetwas nicht stimmt und dass das Baby ganz normal ist.
Der Messermann bzw. Herr Niemand
Der Messermann ist ein älterer, auffallend großer Mann mit einem leicht gebeugten Gang, hohlen Wangen und grauen, stoppeligen Haaren. Er hat an jeder Hand nur vier Finger und spricht die Landessprache nur gebrochen. Seit diesem Sommer kommt er in die Wohngegend von Steves Familie und fährt mit seinem merkwürdigen Lieferwagen durch die Straßen, um den Leuten anzubieten ihre Messer zu schärfen. Dabei läutet er immer wieder eine Glocke. Als Steve einmal alleine zu Hause ist klopft der Messermann an die Tür. Als Steve ihm nicht aufmacht lässt er ein Messer auf der Veranda liegen und winkt Steve noch einmal zu.
Als Steve im Garten auf die Leiter steigt, um das Wespennest selber zu entfernen, ruft ein Mann seine Eltern an, um sie zu warnen. Da der Mann am Telefon nicht sehr gut die Landessprache sprach, vermutet Steve, dass es der Messermann war. An dem Tag, als Steve und Theo von den Wespen attackiert werden geht erneut ein anonymer Anruf bei der Polizei ein, um sie auf die Wespen aufmerksam zu machen. Auch hier vermutet Steve den Messermann. Steves Eltern finden heraus, dass sie offenbar die einzigen sind, die den Messermann getroffen haben und dass die Nachbarn ihn noch nie gesehen haben.
Herr Niemand wird von Steves Familie zunächst als Nicoles Phantasiefreund angesehen, mit dem sie über ihr Spielzeugtelefon redet. Als Nicole jedoch eines Tages Steve an ihr Telefon ruft, meldet sich tatsächlich Herr Niemand und sagt, dass er sich Sorgen um Steve macht und dass er das Messer brauchen wird. Es stellt sich heraus, dass Nicole schon öfter mit Herrn Niemand geredet hat und dass er sie vor den Wespen gewarnt hat und ihr gesagt hat, dass sie auf Steve und Theo aufpassen soll. Er hat Nicole außerdem verraten, dass die Wespen dem Baby etwas Schlimmes antun können, aber dass Steve es beschützen wird.
Als Steve sich mit der Wespenkönigin über Herrn Niemand unterhält, behauptet sie, dass Herr Niemand der Schatten aus Steves Albträumen und sein Feind sei.
Nachdem Steve von den Wespen attackiert wurde trifft er in seinem Traum im Wespennest zum ersten Mal auf Herrn Niemand, als dieser ihn vor der Larve rettet. Herr Niemand hat kein richtiges Gesicht, nur etwas, das wie das Gekrakel eines Kindes aussieht, und nur schwer zu erkennende Arme und Beine. Außerdem hat er an jeder Hand nur vier Finger und das Messer dabei, wodurch Steve vermutet, dass der Messermann und Herr Niemand identisch sind. „‚Der Messermann‘, murmelte ich. ‚Herr Niemand‘, bestätigte er.“ (S. 202). Herr Niemand erklärt, dass er nicht lebendig ist und sich hauptsächlich durch die Träume der Menschen bewegt. Er wählt selber aus, wer ihn sehen kann und erklärt Steve auch, dass er nicht die Figur aus seinen Albträumen war, sondern dass das nur Steves Phantasie war. Er deutet an, dass er auch einmal von den Wespen ersetzt wurde, so wie nun Steves kleiner Bruder ersetzt werden soll, und dass er deswegen Menschen vor den Wespen warnt. Deswegen ist er zu Steve gekommen, um ihm den Weg zu weisen und ihm das Messer zu geben.
Als Steve aus dem Krankenhaus entlassen wird und zu Hause ins Bett geht hat er vor dem Einschlafen das Gefühl „das Läuten von Herrn Niemands Glocke“ (S. 217) zu hören. Damit steht für Steve fest, dass der Messermann und Herr Niemand eine Person sind.
Dr. Brown
Dr. Brown ist Steves Therapeut. Er hat buschige, graue Augenbrauen und riecht manchmal nach altem Kaffee und Zigaretten. Er hat eine sehr beruhigende Stimme und lächelt immer freundlich.

## Literarische Kritik
Das Nest erhielt ein insgesamt positives Presseecho. Die New York Times kommentierte »The Nest leaves a lasting mark on the memory« (Aimee Bender, 9. Oktober 2015) und die Kirkus Review bezeichnete es als »Compelling and accessible« (Kirkus Review, 15. Juli 2015). Die Shelf Awareness fügte hinzu »Readers are challenged to examine questions about what "normal" is...all in the guise of a fantastical thriller.« (Karin Snelson, Oktober 2015).

## Nominierungen und Auszeichnungen
Das Nest erhielt verschiedene Auszeichnungen. Zu den wichtigsten gehörten der CLA’s 2016 Book of the Year for Children (2016). Sämtliche Auszeichnungen als Übersicht:
| 2015         | Wall Street Journal Best Books 2015          |
| 2015         | SLJ Best of 2015                             |
| 2016         | CLA’s 2016 Book of the Year for Children     |
| 2016         | ALA Notable Children’s Books 2016            |
| Februar 2016 | Kröte des Monats                             |
| April 2016   | Die besten 7 Bücher für junge Leser im April |

## Hörbuch
Am 6. Oktober 2015 erschien bei Simon & Schuster Audio eine Hörbuchausgabe der amerikanischen Fassung des Buches, die von Gibson Frazier eingelesen wurde.

## Öffentliche Buchpräsentationen
Das Buch wurde beim Kinder- und Jugendprogramm des 16. Internationalen Literaturfestivals Berlin im September 2016 als Deutschlandpremiere in Anwesenheit des Schriftstellers vorgestellt.